# 彭博商业周刊
《彭博商业周刊》（英語：Bloomberg Businessweek）是美国的商业性杂志。最早于1929年开始出版。曾经由美国纽约的著名出版商麦格劳·希尔公司（McGraw-Hill）出版发行。2009年末，彭博新闻社买下了该杂志，并更名为《彭博商业周刊》。
自1988年起，《商业周刊》每年发表美国企管硕士（MBA）排行榜。最近，《商业周刊》每年也发表美國各大学商业院科系的排名。

## 大中華區中文版
《彭博商業周刊/中文版》，在中国国家新闻出版署的正式备案名称为《商业周刊（中文版）》，是美國彭博新聞社授權許可現代傳播出版的《Bloomberg Businessweek》繁體中文及简体中文版，擁有大中華區中文版權，简体中文版由中国商务出版社出版。

## 封锁
在2012年6月29日彭博社发布报导《习近平的百万富翁关系:揭露精英财富》后，商业周刊的网站随彭博社网站一起遭到中華人民共和國防火长城的屏蔽。